# キャサリン・リード
キャサリン・リード（Catherine Read 、名はKatherineとも、1723年2月3日 - 1778年12月15日）は、スコットランド生まれの画家である。亡命先のフランスで絵画を学び、人気のある肖像画家になった。

## 略歴
スコットランドのダンディーでアンガスの富裕な家族に生まれた。母親の兄は1745年のチャールズ・エドワード・ステュアートの反乱に参加し、捕らえられ反逆罪で絞首刑になった第5代ブラックネス準男爵サー・ジョン・ウェダーバーン（John Wedderburn, 5th Baronet of Blackness）であった。
ジャコバイト軍とイギリス軍との間のカロデンの戦いの後、リードの家族はパリに亡命し、パリで暮らし、アイルランド出身の版画家、ロバート・ストレンジ（Robert Strange: 1721-1792）に紹介された。パリで美術を学び、モーリス・カンタン・ド・ラ・トゥールやルイ・ブランシェ（Louis Blanchet: 1705–1772）の工房も訪れた。
1750年にパリに亡命していたジャコバイトたちとローマに移った。ローマ・カトリック教会の要人と友人になり、有力者が所有する巨匠の作品を模写する注文を受けた。枢機卿のアレッサンドロ・アルバーニ（Alessandro Albani: 1692-1779）は、女性画家のロザルバ・カッリエーラの作品の模写を許し、肖像画の注文をした。
1753年にイギリスへの帰国した。ジャコバイトの家族であったことは問題にされず、多くの後援者を得て、肖像画などの注文をうけた。注文者にはシャーロット王妃も含まれていた。最も人気のあった時期には、作品は版画にされ、出版されリードに経済的な利益をもたらした 。
ロンドンで活動し、1761年から1768年まで自由芸術家協会（Free Society）で作品を展示し、1760年から1772年までイギリス芸術家協会（Society of Artists of Great Britain）で作品を展示した。1769年に女性画家のメアリー・ベンウェル（Mary Benwell:1739–??）とメアリー・ブラック（Mary Black）とともに協会の名誉会員になった。1768年にロイヤル・アカデミー・オブ・アーツが設立され、協会の存続が脅かされ始めたとき、国王あての抗議請願書に署名した一人であったが、数年後に、ロイヤル・アカデミー・オブ・アーツに参加し、イギリス芸術家協会から除名された。
1775年に、リードは姪とともに、兄ウィリアムが東インド会社の医師として働いていたインドへ旅したが 、しばらくして、健康を害し、イギリスに戻ることを決意した。マドラスからロンドンに向かう航海中に亡くなった。亡くなった正確な時間と場所は確かでないが、英国国民伝記辞典では1878年12月15日没としている。

## 作品

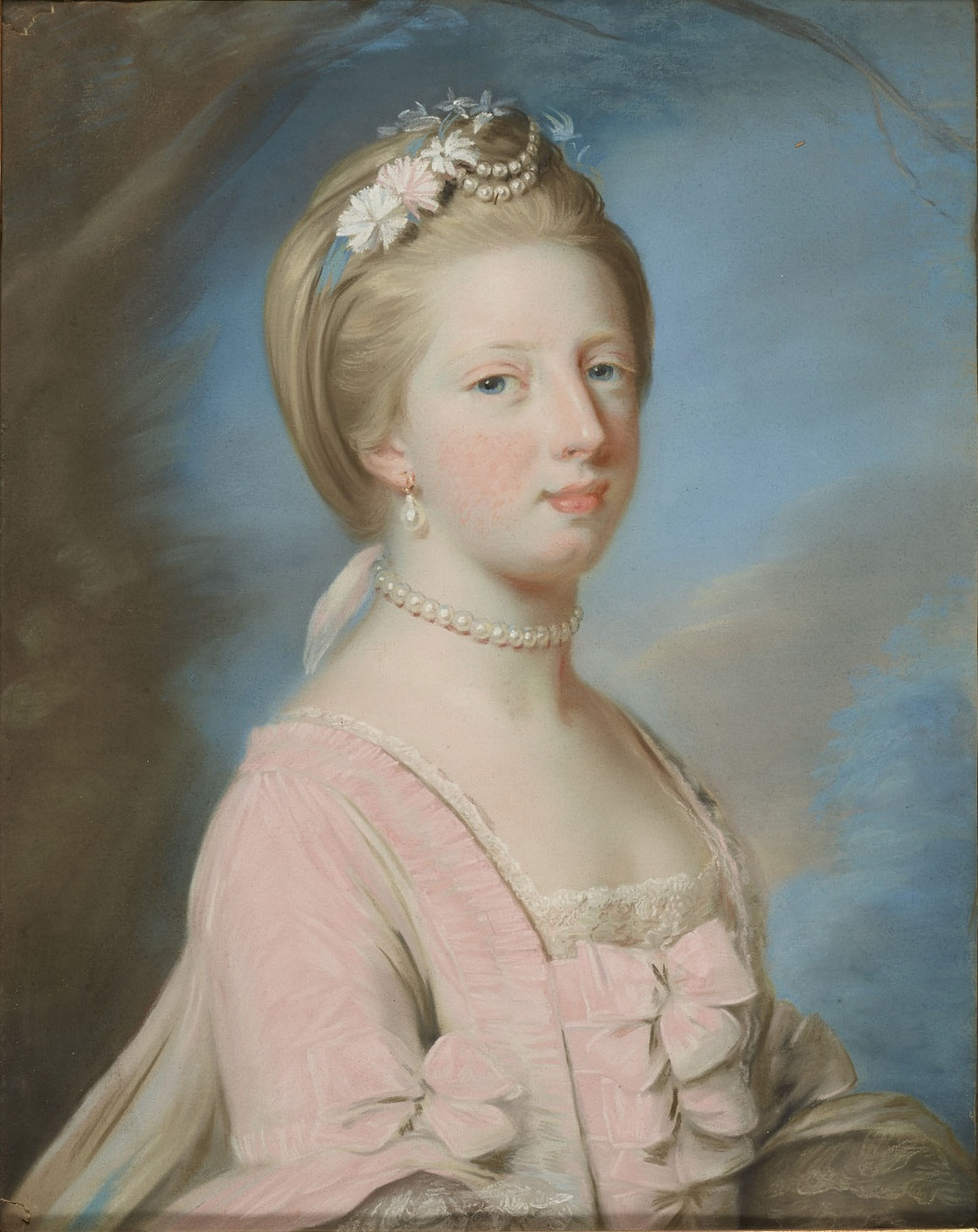
デンマーク＝ノルウェーの王妃キャロライン・マティルダ・オブ・ウェールズ (1767)
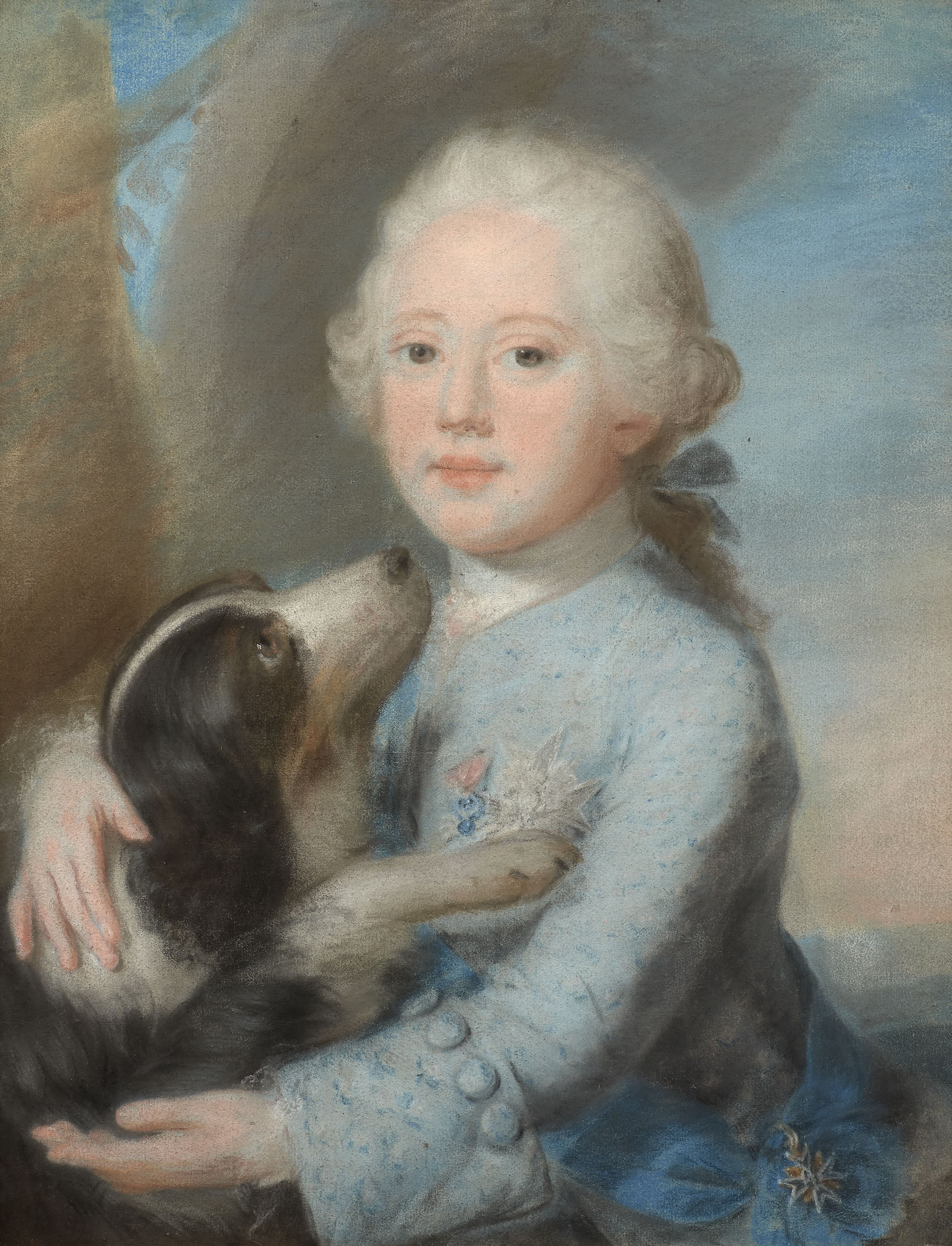
7歳のシャルル10世 (1764)
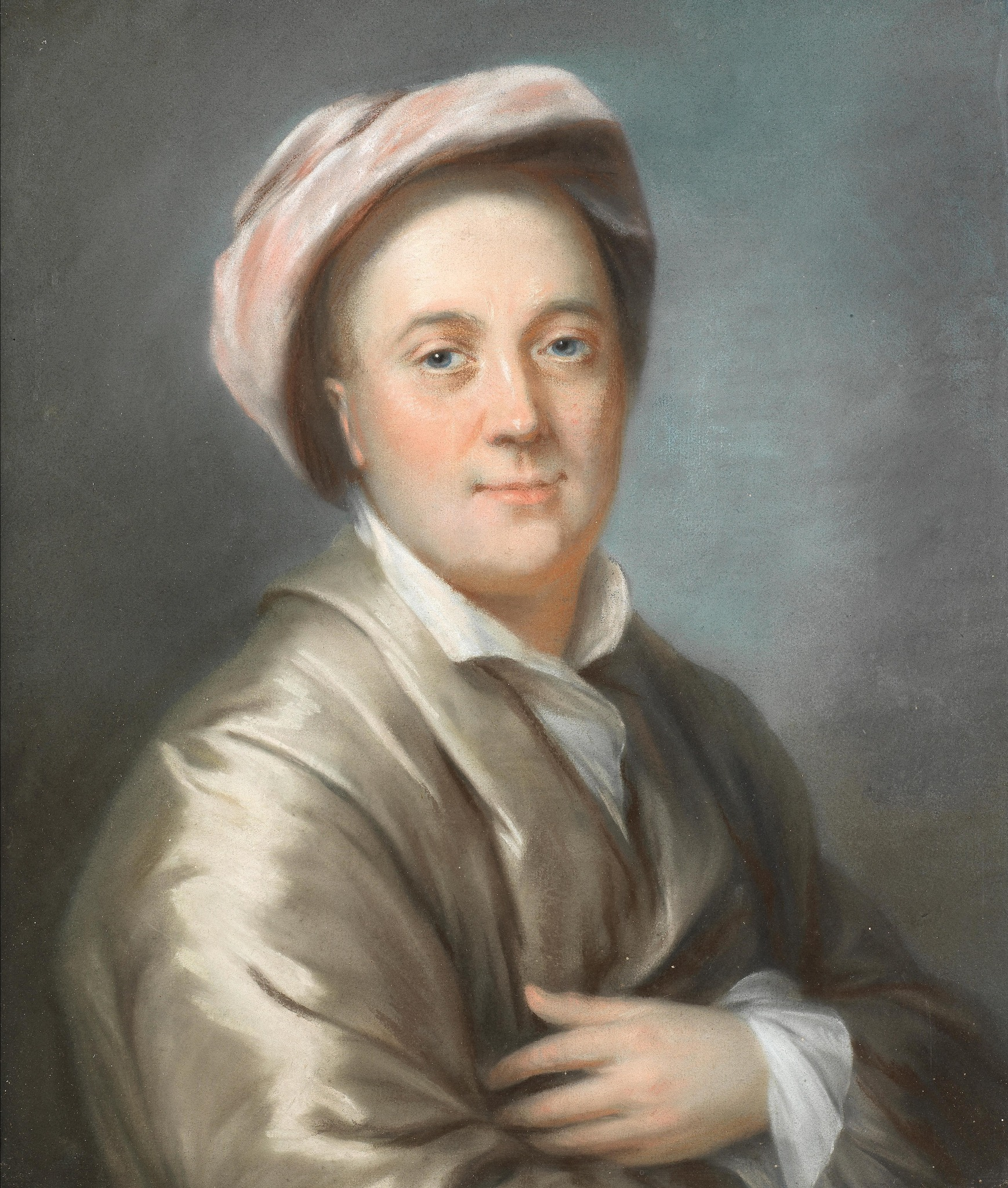
淡い藤色のローブとターバンを身に着けた紳士の半身像
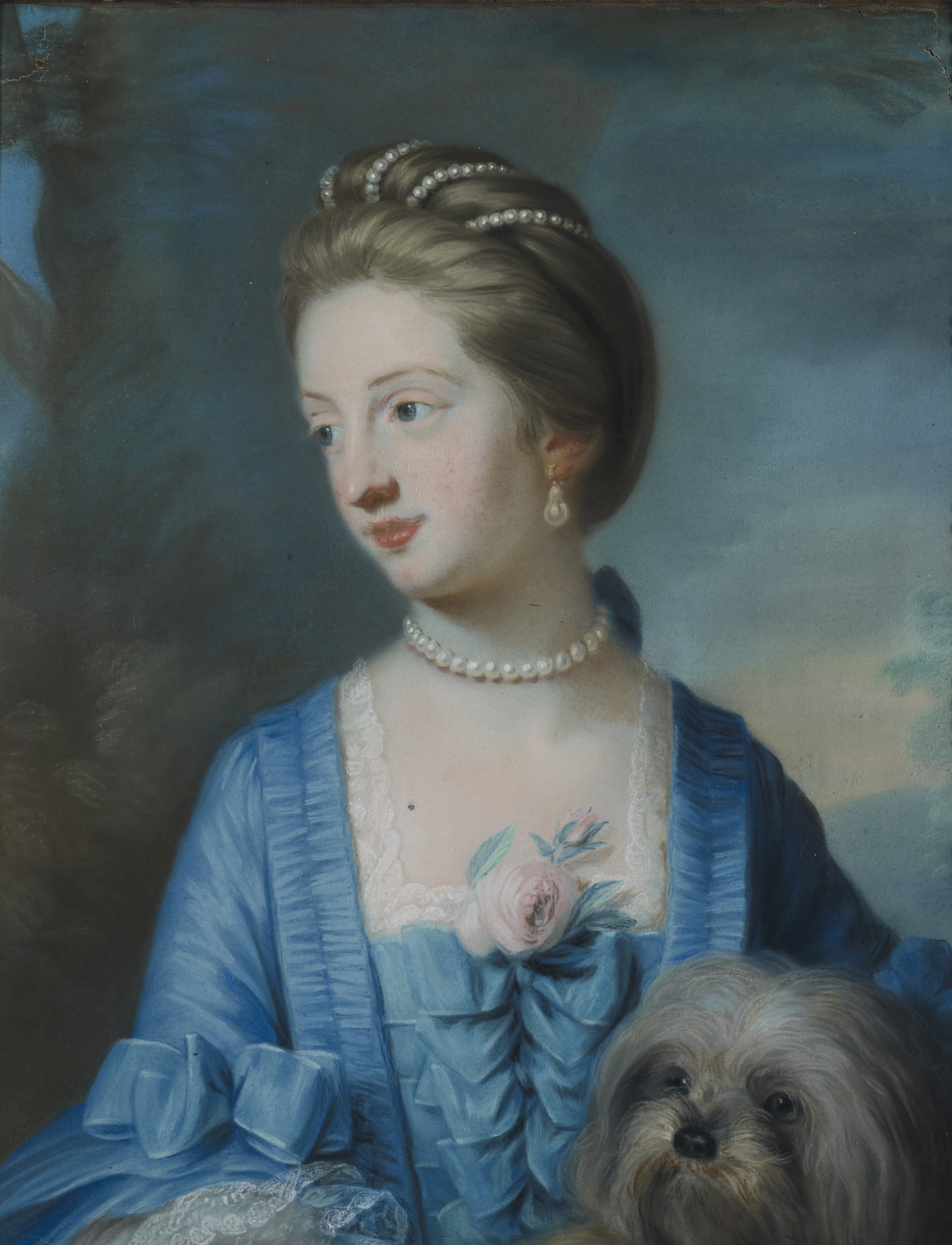
フレデリック・ルイス (プリンス・オブ・ウェールズ)の娘ルイーザ・アン